# Gryffin

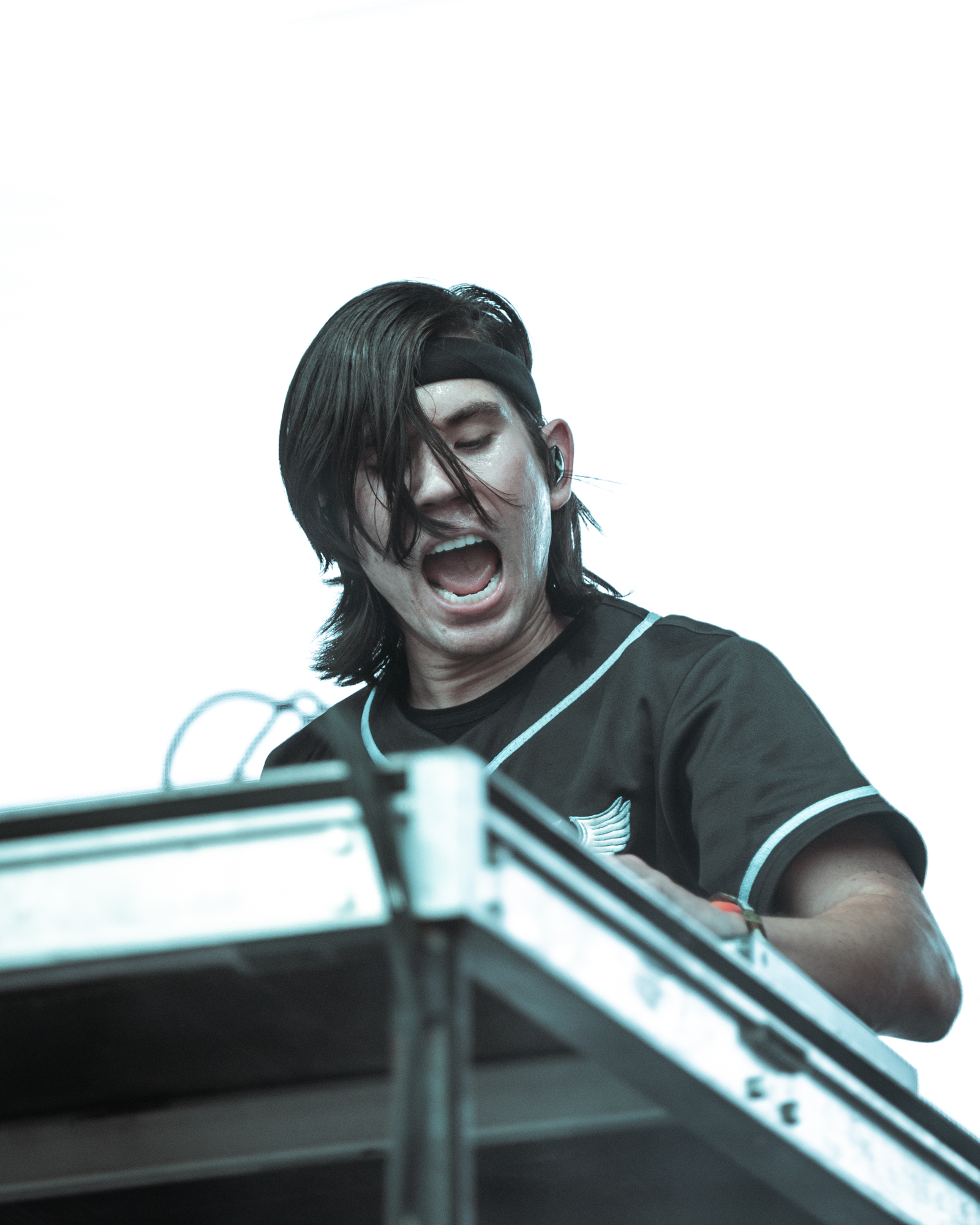
Gryffin (2018)

Dan Griffith (* 29. September 1987 in San Francisco), besser bekannt als Gryffin (oft geschrieben als GRYFFIN), ist ein US-amerikanischer DJ und Musikproduzent. Er erlangte Bekanntheit für Remixe wie Talking Body von Tove Lo oder Animals von Maroon 5.
Gryffin bezeichnet seinen Stil als melodischen House, in den er oft Klänge von Klavier und Gitarre einbindet.

## Karriere
Gryffin lernte seit seiner Kindheit klassisch Klavier und Gitarre zu spielen.
Er studierte Elektrotechnik an der University of Southern California, wo er in seiner Freizeit Musik machte.
Er zog nach Los Angeles, um näher an seinem Plattenlabel zu wohnen.
Am 22. Januar 2016 veröffentlichte Gryffin seine Debütsingle Heading Home zusammen mit dem australischen Sänger Josef Salvat bei Interscope Records,
das zugehörige Musikvideo erschien am 2. Mai 2016.
Das Lied erreichte Platz 22 der Billboard Hot Dance/Electronic Songs.
Sein Debütalbum Gravity wurde am 24. Oktober 2019 veröffentlicht,
der erste Teil erschien bereits 2018 als EP und erreichte in den USA Platz 12 der Top Dance/Electronic Albums.

## Diskografie

### Studioalben
| Jahr | Titel   | Höchstplatzierung, Gesamtwochen, AuszeichnungChartplatzierungen (Jahr, Titel, Platzierungen, Wochen, Auszeichnungen, Anmerkungen) | Höchstplatzierung, Gesamtwochen, AuszeichnungChartplatzierungen (Jahr, Titel, Platzierungen, Wochen, Auszeichnungen, Anmerkungen) | Anmerkungen                            |
| Jahr | Titel   | US | Dance | Anmerkungen                            |
| ---- | ------- | --- | --- | -------------------------------------- |
| 2019 | Gravity | US92 (1 Wo.)US | Dance1 (68 Wo.)Dance | Erstveröffentlichung: 25. Oktober 2019 |
| 2022 | Alive   | — | Dance3 (5 Wo.)Dance | Erstveröffentlichung: 4. November 2022 |
| 2024 | Pulse   | — | — | Erstveröffentlichung: 2. August 2024   |

### EPs
| Jahr | Titel                   | Höchstplatzierung, Gesamtwochen, AuszeichnungChartsChartplatzierungen (Jahr, Titel, Platzierungen, Wochen, Auszeichnungen, Anmerkungen) | Anmerkungen                             |
| Jahr | Titel                   | Dance | Anmerkungen                             |
| ---- | ----------------------- | --- | --------------------------------------- |
| 2018 | Gravity Pt. 1           | Dance12 (22 Wo.)Dance | Erstveröffentlichung: 14. Dezember 2018 |
| 2019 | Gravity Pt. 1 (Remixes) | Dance20 (1 Wo.)Dance | Erstveröffentlichung: 1. März 2019      |

### Singles
| Jahr | Titel Album                         | Höchstplatzierung, Gesamtwochen, AuszeichnungChartplatzierungen (Jahr, Titel, Album, Platzierungen, Wochen, Auszeichnungen, Anmerkungen) | Höchstplatzierung, Gesamtwochen, AuszeichnungChartplatzierungen (Jahr, Titel, Album, Platzierungen, Wochen, Auszeichnungen, Anmerkungen) | Anmerkungen                                                            |
| Jahr | Titel Album                         | CH | Dance | Anmerkungen                                                            |
| --- | ----------------------------------- | --- | --- | ---------------------------------------------------------------------- |
| 2016 | Heading Home –                      | — | Dance22 (18 Wo.)Dance | Erstveröffentlichung: 22. Januar 2016 feat. Josef Salvat               |
| 2016 | Whole Heart –                       | — | Dance17 Gold · (20 Wo.)Dance | Erstveröffentlichung: 26. August 2016 mit Bipolar Sunshine             |
| 2017 | Feel Good –                         | — | Dance17 Platin · (20 Wo.)Dance | Erstveröffentlichung: 3. März 2017 mit Illenium feat. Daya             |
| 2017 | Love in Ruins –                     | — | Dance33 (7 Wo.)Dance | Erstveröffentlichung: 27. Juli 2017 feat. Sinéad Harnett               |
| 2017 | Nobody Compares to You Gravity      | — | Dance20 (20 Wo.)Dance | Erstveröffentlichung: 6. Oktober 2017 feat. Katie Pearlman             |
| 2018 | Winnebago –                         | — | Dance38 (11 Wo.)Dance | Erstveröffentlichung: 20. April 2018 feat. Quinn XCII & Daniel Wilson  |
| 2018 | Just for a Moment Gravity           | — | Dance48 (3 Wo.)Dance | Erstveröffentlichung: 22. Juni 2018 feat. Iselin Solheim               |
| 2018 | Tie Me Down Gravity                 | — | Dance15 Platin · (26 Wo.)Dance | Erstveröffentlichung: 3. August 2018 mit Elley Duhé                    |
| 2018 | Remember Gravity                    | — | Dance22 (20 Wo.)Dance | Erstveröffentlichung: 26. Oktober 2018 mit Zohara                      |
| 2018 | Bye Bye Gravity                     | — | Dance35 (4 Wo.)Dance | Erstveröffentlichung: 30. November 2018 feat. Ivy Adara                |
| 2019 | All You Need to Know Gravity        | — | Dance12 Gold · (26 Wo.)Dance | Erstveröffentlichung: 27. März 2019 mit Slander feat. Calle Lehmann    |
| 2019 | Hurt People Gravity                 | — | Dance28 (5 Wo.)Dance | Erstveröffentlichung: 17. Mai 2019 mit Aloe Blacc                      |
| 2019 | OMG Gravity                         | — | Dance16 (19 Wo.)Dance | Erstveröffentlichung: 31. Juli 2019 mit Carly Rae Jepsen               |
| 2019 | Baggage Gravity                     | — | Dance32 (4 Wo.)Dance | Erstveröffentlichung: 19. September 2019 mit Gorgon City & AlunaGeorge |
| 2019 | Body Back Gravity                   | — | Dance14 (26 Wo.)Dance | Erstveröffentlichung: 18. Oktober 2019 mit Maia Wright                 |
| 2020 | Cry Gravity (Deluxe)                | — | Dance12 (16 Wo.)Dance | Erstveröffentlichung: 30. Juli 2020 mit John Martin                    |
| 2020 | Safe with Me Alive                  | — | Dance13 (20 Wo.)Dance | Erstveröffentlichung: 19. November 2020 mit Audrey Mika                |
| 2021 | I Want Love –                       | — | Dance14 (6 Wo.)Dance | Erstveröffentlichung: 10. Februar 2021 feat. Two Feet                  |
| 2021 | Best Is Yet To Come Alive           | — | Dance14 (10 Wo.)Dance | Erstveröffentlichung: 2. Juni 2021 mit Kyle Reynolds                   |
| 2021 | New Blood –                         | — | Dance17 (4 Wo.)Dance | Erstveröffentlichung: 6. August 2021 mit Boy Matthews                  |
| 2021 | Piece Of Me –                       | — | Dance15 (5 Wo.)Dance | Erstveröffentlichung: 8. September 2021 mit Lova                       |
| 2021 | After You Alive                     | — | Dance18 (19 Wo.)Dance | Erstveröffentlichung: 27. Oktober 2021 mit Jason Ross & Calle Lehmann  |
| 2022 | You Were Loved Alive                | — | Dance11 (11 Wo.)Dance | Erstveröffentlichung: 1. April 2022 mit OneRepublic                    |
| 2022 | Alive                               | — | Dance22 (3 Wo.)Dance | Erstveröffentlichung: 6. Mai 2022 mit Calle Lehmann                    |
| 2022 | Caught Up Alive                     | — | Dance12 (20 Wo.)Dance | Erstveröffentlichung: 13. Mai 2022 mit Olivia O’Brien                  |
| 2022 | Reckless Alive                      | — | Dance28 (2 Wo.)Dance | Erstveröffentlichung: 29. Juni 2022 mit MØ                             |
| 2022 | Colors Alive                        | — | Dance36 (1 Wo.)Dance | Erstveröffentlichung: 27. Juli 2022 mit Blanke & Eyelar                |
| 2022 | Woke Up in Love Thrill of the Chase | CH42 (1 Wo.)CH | Dance9 (22 Wo.)Dance | Erstveröffentlichung: 9. September 2022 mit Kygo & Calum Scott         |
| 2022 | Scandalous Alive                    | — | Dance24 (1 Wo.)Dance | Erstveröffentlichung: 5. Oktober 2022 mit Tinashe                      |
| 2022 | Forever Alive                       | — | Dance20 (12 Wo.)Dance | Erstveröffentlichung: 28. Oktober 2022 feat. Elley Duhe                |
| 2023 | Dreams –                            | — | Dance22 (3 Wo.)Dance | Erstveröffentlichung: 17. März 2023                                    |
| 2023 | Oceans –                            | — | Dance29 (1 Wo.)Dance | Erstveröffentlichung: 3. Mai 2023 mit Kid Joi                          |
| Folgende Lieder erschienen nicht als Single, wurden aber durch das Album zum Download und Streaming bereitgestellt und konnten somit eine Platzierung erlangen: |                                     | | |                                                                        |
| |                                     | | |                                                                        |
| 2018 | You Remind Me Gravity               | — | Dance43 (1 Wo.)Dance | feat. Stanaj                                                           |
| 2019 | Need Your Love Gravity              | — | Dance12 (20 Wo.)Dance | mit Seven Lions & Noah Kahan                                           |
| 2022 | Lose your Love Alive                | — | Dance20 (4 Wo.)Dance | feat. Matt Maeson                                                      |

## Auszeichnungen für Musikverkäufe
| Goldene Schallplatte - Australien - 2021: für die Single All You Need to Know - 2021: für die Single Body Back - Brasilien - 2024: für die Single Tie Me Down - 2024: für die Single All You Need to Know - 2024: für die Single Body Back - Japan - 2023: für das Streaming Tie Me Down - Kanada - 2020: für die Single Hold You Tonight - Schweden - 2023: für die Single Woke Up in Love | Platin-Schallplatte - Australien - 2021: für die Single Feel Good - Neuseeland - 2024: für die Single Feel Good |

Anmerkung: Auszeichnungen in Ländern aus den Charttabellen bzw. Chartboxen sind in ebendiesen zu finden.
| Land/RegionAuszeichnungen für Musikverkäufe (Land/Region, Auszeichnungen, Verkäufe, Quellen) | Gold       | Platin     | Verkäufe  | Quellen              |
| -------------------------------------------------------------------------------------------- | ---------- | ---------- | --------- | -------------------- |
| Australien (ARIA)                                                                            | 2× Gold2   | Platin1    | 140.000   | aria.com.au          |
| Brasilien (PMB)                                                                              | 3× Gold3   | —          | 60.000    | pro-musicabr.org.br  |
| Japan (RIAJ)                                                                                 | Gold1      | —          | —         | riaj.or.jp           |
| Kanada (MC)                                                                                  | Gold1      | —          | 40.000    | musiccanada.com      |
| Neuseeland (RMNZ)                                                                            | —          | Platin1    | 30.000    | radioscope.co.nz     |
| Schweden (IFPI)                                                                              | Gold1      | —          | 40.000    | sverigetopplistan.se |
| Vereinigte Staaten (RIAA)                                                                    | 2× Gold2   | 2× Platin2 | 3.000.000 | riaa.com             |
| Insgesamt                                                                                    | 10× Gold10 | 4× Platin4 |           |                      |